# Ninive

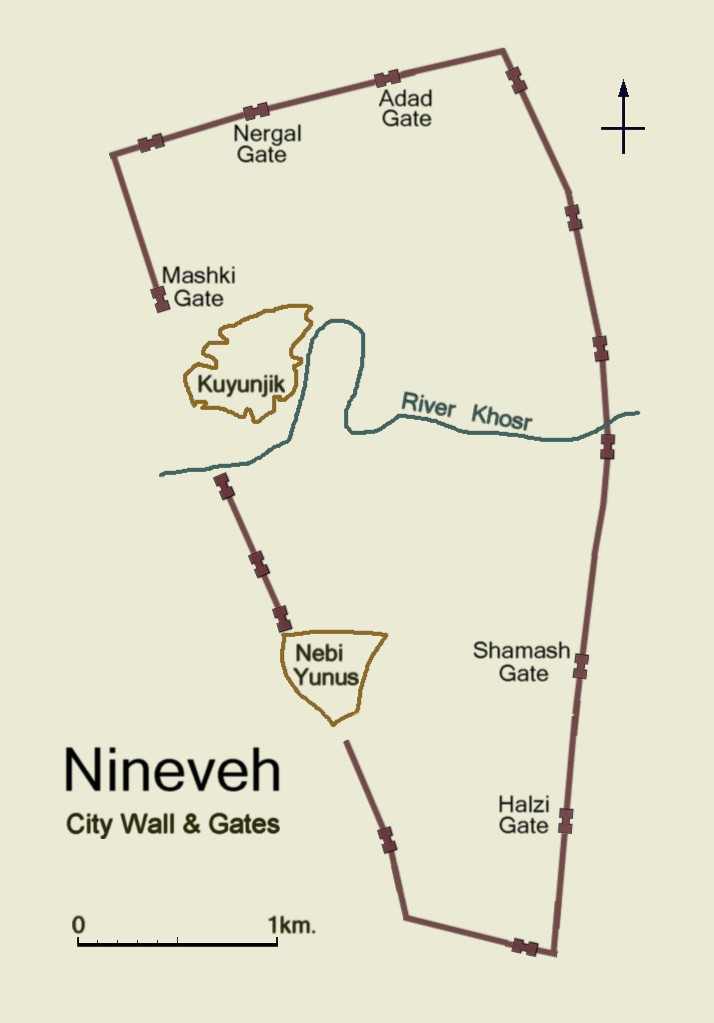
Planul oraşului

Ninive (în akkadiană Ninua, ebraică נינוה‎, Nīnewē , greacă Νινευη, latină Nineve, arabă نينوى, Naīnuwa) a fost un „oraș foarte mare”, cum era numit în Cartea lui Iona, situat pe malul estic al râului Tigru în Asiria antică. Pe celălalt mal al râului este situat orașul contemporan Mosul, în provincia Ninawa din Irak.
Ninive a fost ultima capitală a Imperiului asirian, atingând o înflorire maximă în secolul al VII-lea î.Hr. Orașul a fost distrus de babilonieni și mezi.